# Курсро
Курсро́ (фр. Courcerault) — колишній муніципалітет у Франції, у регіоні Нормандія, департамент Орн. Населення — 168 осіб (2011).
Муніципалітет був розташований на відстані близько 135 км на захід від Парижа, 115 км на південний схід від Кана, 45 км на схід від Алансона.

## Історія
До 2015 року муніципалітет перебував у складі регіону Нижня Нормандія. Від 1 січня 2016 року належав до нового об'єднаного регіону Нормандія.
1 січня 2016 року Курсро, Буассі-Можі, Мезон-Можі i Сен-Морис-сюр-Юїн було об'єднано в новий муніципалітет Кур-Можі-сюр-Юїн.

## Демографія
Динаміка населення (INSEE ):
Розподіл населення за віком та статтю (2006):
| Стать | Всього | До 15 років | 15-24 | 25-44 | 45-64 | 65-85 | Понад 85 |
| --- | ------ | ----------- | ----- | ----- | ----- | ----- | -------- |
| Чоловіки | 80     | 20          | 12    | 12    | 28    | 8     | 0        |
| Жінки | 92     | 16          | 8     | 20    | 36    | 12    | 0        |
| \| Статево-вікова піраміда \| Статево-вікова піраміда \| Статево-вікова піраміда \| \| ----------------------- \| ----------------------- \| ----------------------- \| \| Чоловіки \| Вік \| Жінки \| \| 0 \| 85 + \| 0 \| \| 4 \| 80-84 \| 8 \| \| 0 \| 75-79 \| 0 \| \| 4 \| 70-74 \| 0 \| \| 0 \| 65-69 \| 4 \| \| 8 \| 60-64 \| 8 \| \| 16 \| 55-59 \| 8 \| \| 0 \| 50-54 \| 16 \| \| 4 \| 45-49 \| 4 \| \| 4 \| 40-44 \| 4 \| \| 4 \| 35-39 \| 4 \| \| 0 \| 30-34 \| 4 \| \| 4 \| 25-29 \| 8 \| \| 4 \| 20-24 \| 4 \| \| 8 \| 15-20 \| 4 \| \| 0 \| 10-14 \| 0 \| \| 20 \| 5-9 \| 8 \| \| 0 \| 0-4 \| 8 \| |        |             |       |       |       |       |          |
| Статево-вікова піраміда |        |             |       |       |       |       |          |
| Чоловіки | Вік    | Жінки       |       |       |       |       |          |
| 0 | 85 +   | 0           |       |       |       |       |          |
| 4 | 80-84  | 8           |       |       |       |       |          |
| 0 | 75-79  | 0           |       |       |       |       |          |
| 4 | 70-74  | 0           |       |       |       |       |          |
| 0 | 65-69  | 4           |       |       |       |       |          |
| 8 | 60-64  | 8           |       |       |       |       |          |
| 16 | 55-59  | 8           |       |       |       |       |          |
| 0 | 50-54  | 16          |       |       |       |       |          |
| 4 | 45-49  | 4           |       |       |       |       |          |
| 4 | 40-44  | 4           |       |       |       |       |          |
| 4 | 35-39  | 4           |       |       |       |       |          |
| 0 | 30-34  | 4           |       |       |       |       |          |
| 4 | 25-29  | 8           |       |       |       |       |          |
| 4 | 20-24  | 4           |       |       |       |       |          |
| 8 | 15-20  | 4           |       |       |       |       |          |
| 0 | 10-14  | 0           |       |       |       |       |          |
| 20 | 5-9    | 8           |       |       |       |       |          |
| 0 | 0-4    | 8           |       |       |       |       |          |

## Економіка
2010 року серед 109 осіб працездатного віку (15—64 років) 73 були активними, 36 — неактивними (показник активності 67,0%, у 1999 році було 73,3%). З 73 активних мешканців працювала 61 особа (30 чоловіків та 31 жінка), безробітними було 12 (7 чоловіків та 5 жінок). Серед 36 неактивних 11 осіб було учнями чи студентами, 18 — пенсіонерами, 7 були неактивними з інших причин.

У 2010 році в муніципалітеті числилось 76 оподаткованих домогосподарств, у яких проживали 173,5 особи, медіана доходів виносила 16 653 євро на одного особоспоживача